# Lussemburgo ai Giochi della XX Olimpiade
Il Lussemburgo partecipò ai Giochi della XX Olimpiade che si sono svolti a Monaco di Baviera dal 26 agosto all'11 settembre 1972, con una delegazione di undici atleti impegnati in cinque discipline per un totale di otto competizioni. Il portabandiera fu il marciatore Charles Sowa, alla sua quarta Olimpiade.
Fu la tredicesima partecipazione di questo paese ai Giochi. Non fu conquistata nessuna medaglia.